# رالف دیستویی

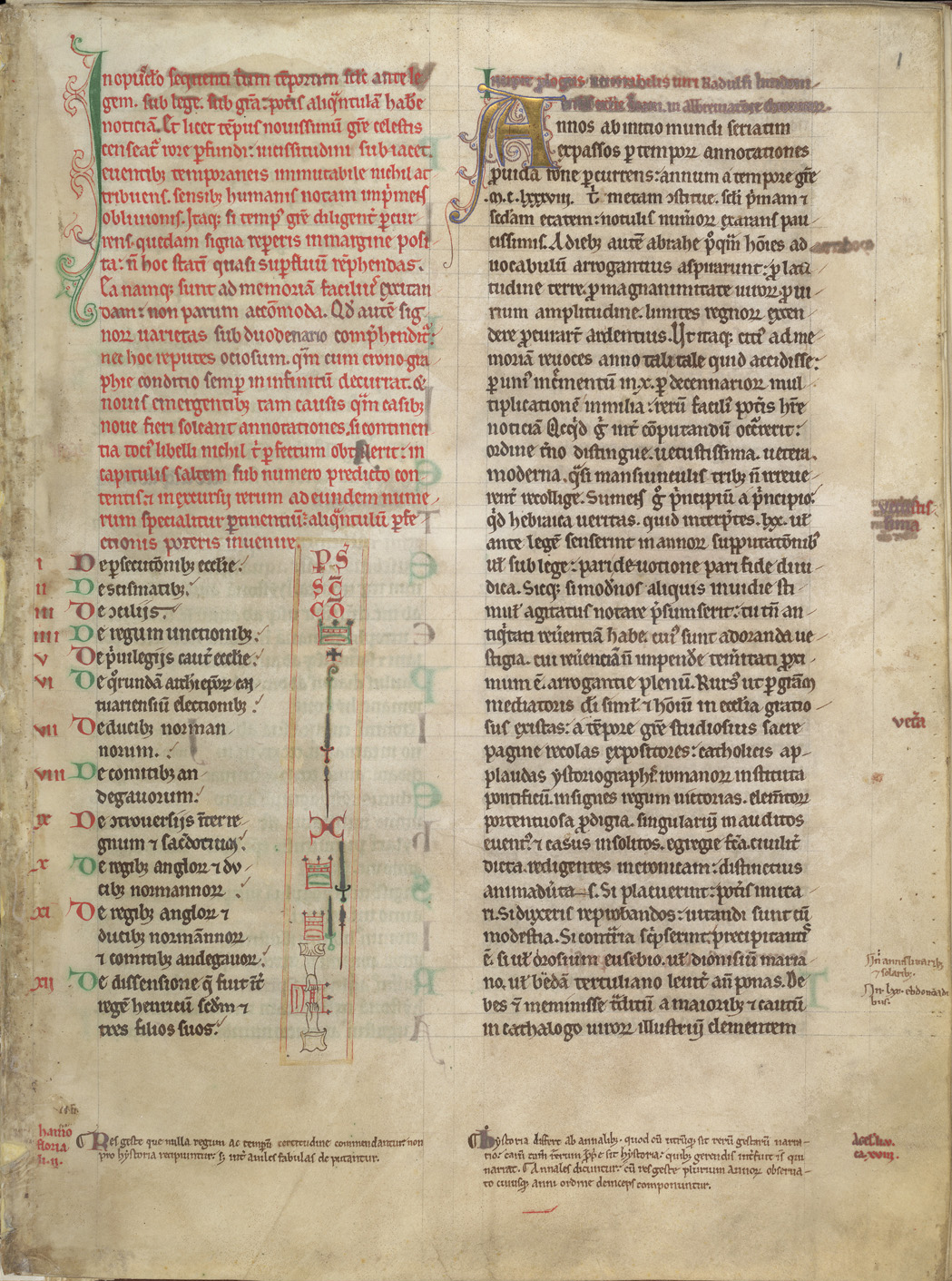
صفحه نخست وقایع‌نامه اوپرا هیستوریکا نوشته رالف دیستویی به زبان لاتین

رالف دیستویی (انگلیسی: Ralph de Diceto; ۱ ژانویهٔ ۱۲۰۰)، راهب و وقایع‌نگار و سراسقف انگلیسی در قرن ۱۲ میلادی است. وی نویسنده شماری از متون تاریخی انگلستان است که یکی از آثار وی وقایع‌نامه‌ای با نام اوپرا هیستوریکا (تاریخ بزرگ؛ Ymagines historiarum یا Opera Historica) به زبان لاتین است که اطلاعاتی مهمی دربارهٔ وقایع سرزمین‌های آن سوی دریا به‌ویژه از سال ۱۱۸۵ میلادی به بعد و نیز از جنگ صلیبی سوم دربردارد.
احتمالاً نام‌خانوادگی وی به شهر دیس، واقع در نورفولک منسوب است. رالف پس از عهده‌دار شدن چندین مقام و موقعیت کلیسایی و تحصیل در پاریس، در سال ۱۱۸۰ به منصب سرکشیش کلیسای جامع سن‌پل در لندن انتخاب شد. وی به دلیل موقعیتش، علاوه بر جمع‌آوری اطلاعات مهم، در اثر خود اطلاعاتی دربارهٔ تأسیس فرقه نظامی انگلیسی سن‌توماس در شهر عکا آورده‌است.